# Утайшань
Гора Утайшань (кит. упр. 五台山, пиньинь Wǔtái Shān, буквально: «Гора пяти высот») является одной из четырёх священных гор китайского буддизма. Расположена в городском округе Синьчжоу провинции Шаньси, примерно в 250 км к юго-западу от Пекина.
Утайшань считается местом пребывания Бодхисаттвы мудрости, Манджушри или Вэньшу (文殊) в китайском варианте.
Её название происходит от наличия пяти скругленных вершин, именуемых Северная (кит. упр. 北台, пиньинь Běitái, 3058 м — самая высокая точка северного Китая), Западная, Южная, Восточная и Центральная.
Из четырёх священных гор Утайшань была первой получившей этот статус, поэтому часто на неё ссылаются как на «первую из четырёх великих гор.» В соответствии с Аватамсака-сутрой (кит: Хуаян Цзин; 華嚴經), описывающей места пребывания бодхисаттв, Манджушри пребывает на «чистой холодной горе» на северо-востоке. В результате это стало альтернативным названием для Утайшаня (кит. упр. 清涼山, пиньинь Qīngliáng Shān, буквально: «Чистая холодная гора»). Считается, бодхисаттва Манджушри часто появляется на горе, принимая обличье паломников, монахов или необычных пятицветных облаков.
На Утайшане имеются примеры древней деревянной архитектуры, сохранившейся со времён династии Тан (618—907). В частности, главный зал монастыря Наньчан и Восточный зал монастыря Фугуан были построены в 782 и 857 годах. В современном Китае они были обнаружены только в 1937 и 1938 годах.
В 2008 году китайские власти подали заявку на включение храмов Утайшаня в список Всемирного наследия ЮНЕСКО. Местные жители утверждают, что они были насильно выселены из своих домов в рамках подготовки КНР к подаче этой заявки . В 2009 году заявка была удовлетворена, и гора Утайшань вошла в список Всемирного наследия по критериям ii, iii, iv и vi.

## Главные храмы
Храм Наньшань (кит. упр. 南山寺, пиньинь nánshānsì, буквально: «Храм южной горы») был построен непальским архитектором Анико во времена династии Юань, впоследствии полностью перестроен. Храм включает в себя семь террас, разделённых на три части.
Другие значимые храмы: Сяньтун и Таюань.